# Рада фізичної культури

Емблема Ради Фізичної Культури

Рада фізичної культури (РФК) — українська центральна спортивна організація фізичної культури в еміграції. Існувала у 1945—1950 рр. на території Західної Німеччини (поза зоною впливу СРСР) з осередком у Мюнхені-Карлсфельді.

## Історія організації
Засновано РФК було у 1945 році, у таборі міста Карлсфельд, за сприяння Івана Красника та інших.
У РФК 1948 року було зареєстровано: в американській зоні окупації 39 товариств з 2873 чл., у британській — 12 з 829 чл. Деякі товариства діяли у 1945—1947 рр. і були ліквідовані з переїздом таборів. Серед спортивних клубів і товариств були:
- УРСТ Довбуш (Фрайман)
- УРСТ Калина (Фюссен)
- УРСТ Лев (Карлсфельд)
- УРСТ Лев (Міттенвальд)
- УСК Тур (Ландсгут)
- УСТ (Ашаффенбург)
- УСТ Беркут (Байротбатберг)
- УСТ Беркут (Новий Ульм)
- УСТ Богун (Штефанскірхен)
- УСТ Буй-Тур (Форхгайм)
- УСТ Буревій (Ноймаркт)
- УСТ Верховина (Регенсбург)
- УСТ Говерля (Інгольштадт)
- УСТ Гомін (Дінкельсбюль)
- УСТ Дніпро (Байройт)
- УСТ Дніпро (Бамберг)
- УСТ Дніпро (Ганновер)
- УСТ Дніпро (Корнберг)
- УСТ Дніпро (Новий Ульм)
- УСТ Дністер (Ерлянген)
- УСТ Дністер (Людвігсбург)
- УСТ Дністер (Штуттгарт)
- УСТ Заграва (Ваєрн)
- УСТ Запоріжжя (Ашаффенбург)
- УСТ Зоря (Карлсруе)
- УСТ Зоря (Швайнфурт)
- УСТ Луг (Айхштедт)
- УСТ Орлик (Берхтезгаден)
- УСТ Пробій (Нойбоєрн)
- УСТ Пролом (Альтеттінг)
- УСТ Пролом (Ансбах)
- УСТ Пролом (Ашаффенбург)
- УСТ Пролом (Етлінген)
- УСТ Січ (Ашаффенбург)
- УСТ Січ (Ландсгут)
- УСТ Січ (Регенсбург)
- УСТ Скала (Вайсенбург)
- УСТ Сокіл (Бад-Верісгофен)
- УСТ Сокіл (Ельванген)
- УСТ Сокіл (Фільсбібург)
- УСТ Степ (Діллінген)
- УСТ Стріла (Фірнсберг)
- УСТ Сян (Пфарркірхен)
- УСТ Тризуб (Герсфельд)
- УСТ Тризуб (Роттенбург)
- УСТ Хортиця (Оберсдорф)
- УСТ Хортиця (Райтерсайх)
- УСТ Хортиця (Травнштайн)
- УСТ Чайка (Нюрнберг)
- УСТ Черник (Детройт)
- УСТ Чорногора (Аугсбург)
- УСТ Чорномор'я (Вісбаден-Кастель)
- УССК Мюнхен
- СУМ-Прометей (Міттенвальд)
- СУМ-Юнак (Регенсбург)

Праця РФК велася у 8 референтурах, які організували такі ланки (секції) спорту: копаний м'яч, легка атлетика, плавання, спортивні гри (відбиванка, кошиківка), мандрівництво-альпінізм, лещетарство, теніс, настільний теніс, бокс, важка атлетика, шахи. Випрацювано правила «Відзнаки фізичної вправности»; у 1947 її здобуло 1003 особи. При РФК було зареєстрованих 27 суддів з усіх ділянок спорту, організованих в об'єднанні спортивних суддів.
Заходами РФК організовано у 1948 Олімпіаду ДП у рамках Міжнародного Комітету Політичних Втікачів; на цій олімпіаді українці здобули перші місця у відбиванці, футболі, боксі й легкій атлетиці. РФК ініціювала міжнародні (екзильні) спортивні зустрічі та влаштовувала щорічно змагання за першість еміграції у футболі, легкій атлетиці, лещетарстві, відбиванці й ін. РФК очолювали: А. Лукіяненко, В. Блавацький, І. Красник (з 1946 або 1947 по 1948), Степан Кікта.
З масовим виїздом спортовців та діячів фізкультури до США, РФК у 1950 припинила діяльність.

## Члени РФК
- Андрухович Ярослав
- Блавацький Володимир Іванович
- Красник Іван
- Рак Ярослав Антонович
- Янів Софія